# Beker van Griekenland 2013/14
De Beker van Griekenland 2013/14 was de 72ste editie van de Beker van Griekenland. Het voetbalbekertoernooi begon op 14 september 2013 en eindigde met de finale op 26 april 2014 in het Olympisch Stadion Spyridon Louis in de Griekse hoofdstad Athene.

## Kalender
| Ronde        | Data                                                   | aantal wedstrijd | Clubs   | Nieuwe clubs in rondes |
| ------------ | ------------------------------------------------------ | ---------------- | ------- | ---------------------- |
| 1e ronde     | 14, 15, 18 september 2013                              | 14               | 46 → 32 | 28                     |
| 2e ronde     | 25, 26 september & 30, 31 oktober 2013                 | 16               | 32 → 16 | 18                     |
| 3e ronde     | 4, 5 december 2013, 8, 9 & 15, 16, 22, 23 januari 2014 | 8                | 16 → 8  | geen                   |
| kwartfinales | 29, 30 januari & 12, 13 februari 2014                  | 4                | 8 → 4   | geen                   |
| halve finale | 19, 20 maart & 16, 17 april 2014                       | 2                | 4 → 2   | geen                   |
| Finale       | 26 april 2014                                          | 1                | 2 → 1   | geen                   |

## Uitslagen

### Kwartfinale
| Team 1        | Tot.    | Team 2                       | 1e wedstr. | 2e wedstr. |
| ------------- | ------- | ---------------------------- | ---------- | ---------- |
| OFI Kreta     | 4-1     | Panionios                    | 2-0        | 2-1        |
| Panathinaikos | 2-2 (u) | Ethnikos Olympiakos Volos FC | 4-0        | 0-1        |
| Olympiakos    | 1-1 (u) | Atromitos FC                 | 0-0        | 1-1        |
| PAOK          | 6-0     | Apollon Smyrnis              | 3-0        | 3-0        |

### Halve finale
| Team 1        | Tot.    | Team 2    | 1e wedstr. | 2e wedstr. |
| ------------- | ------- | --------- | ---------- | ---------- |
| Panathinaikos | 3-1     | OFI Kreta | 1-0        | 0-3        |
| Olympiakos    | 2-2 (u) | PAOK      | 2-1        | 0-1        |

### Finale
|                     |                              |     |                  |                                                                                      |
| 26 april 2014 20.00 | Panathinaikos                | 4-1 | PAOK             | Stadion: Olympisch Stadion, Athene Toeschouwers: 44.356 Scheidsrechter: Tassos Kakos |
| 26 april 2014 20.00 | Berg 15, 50, 88' Karelis 54' |     | Vukić 70' (pen.) | Stadion: Olympisch Stadion, Athene Toeschouwers: 44.356 Scheidsrechter: Tassos Kakos |
| 26 april 2014 20.00 |                              |     |                  | Stadion: Olympisch Stadion, Athene Toeschouwers: 44.356 Scheidsrechter: Tassos Kakos |
| 26 april 2014 20.00 |                              |     |                  | Stadion: Olympisch Stadion, Athene Toeschouwers: 44.356 Scheidsrechter: Tassos Kakos |
|                     |                              |     |                  |                                                                                      |